# غرازان سفلي (مقاطعة غيلانغرب)
غرازان سفلي (بالفارسية: گرازان سفلی) هي قرية تقع في منطقة مركزية ريفية في إيران. يقدر عدد سكانها بـ 150 نسمة بحسب إحصاء 2016.